# 다사
다사(산스크리트어: दास)는 리그베다, 팔리어 대장경, 아르타샤스트라와 같은 고대 인도 문헌에서 발견되는 산스크리트어 단어이다. 이 용어는 "노예", "적" 또는 "하인"을 의미할 수 있지만, 다사 또는 다스는 "신의 노예", "신봉자", "헌신자" 또는 "신에게 항복한 자"와 같은 함의를 가질 수도 있다. 다사는 존경받는 인물이나 특정 신의 "노예"를 나타내기 위해 주어진 이름의 접미사로 사용될 수 있다.
일부 맥락에서 다사는 다스유 및 아수라와도 관련이 있는데, 이는 단어가 사용된 맥락에 따라 일부 학자들에 의해 "악마", "해로운 초자연적 세력", "노예", "하인", 또는 "야만인"으로 번역되었다.

## 어원
다사는 기원전 2천년경의 베다 텍스트에 처음 등장한다. 그 기원에 대해서는 합의된 바가 없다.
카를 하인리히 추슈케는 1806년 로마 지리학자 폼포니우스 멜라의 번역본에서 다사와 다하에 – 페르시아어 다하; 산스크리트어 다사; 라틴어 다하에; 그리스어 다오이, 다아이, 다사이 – 라는 고대에 카스피해 남동부 해안에 살던 사람들(그리고 현대 데헤스탄/데히스탄이 그 이름을 따온)의 민족명 사이의 어원적 및 음운적 유사성을 언급했다.
모니어 모니어-윌리엄스는 1899년에 다사의 의미가 맥락에 따라 다르며, 가장 초기 베다 문헌에서는 "신비한 힘", "야만인", "미개인" 또는 "악마"를 의미한다고 밝혔다. 다른 맥락에서는 자신을 "숭배자" 또는 "신을 공경하려는 신봉자"로 지칭하는 겸손한 방식이거나 "신의 하인"을 의미한다. 모니어-윌리엄스에 따르면, 후기 인도 문학에서는 다사가 "아는 사람, 또는 보편적인 정신을 아는 사람"을 지칭하는 데 사용되었다. 후자의 의미에서 다사는 남성형이며, 여성형은 다시이다. P. T. 스리니바사 이옌가르 (1912)와 같은 20세기 초 번역가들은 다사를 "노예"로 번역했다.
1960년 캉글레는 다른 학자들과 함께 맥락에 따라 다사가 "적", "하인" 또는 "종교적 신봉자"로 번역될 수 있다고 제안한다. 산스크리트어 다사 또는 다슈에 대한 최근의 학술적 해석은 베다 전반에 걸쳐 사용된 이 단어들이 "혼돈, 무질서, 인간 본성의 어두운 면"을 나타내며, 다사라는 단어를 사용하는 구절들은 대부분 이를 "질서, 순수, 선함, 빛"의 개념과 대조시킨다고 제안한다. 일부 맥락에서 다사는 적을 지칭할 수 있고, 다른 맥락에서는 브라만교를 받아들이지 않은 사람들을 지칭할 수 있으며, 또 다른 맥락에서는 선과 악의 싸움에서 신화적인 적을 지칭할 수 있다.
팔리어 문헌에서 다사라는 용어는 노예를 나타내는 데 언급된다. 불경에서 다사는 "하인"을 의미할 수 있다. 팔리어에서는 불경에서 접미사로 사용되는데, 1925년 데이비즈와 스테드는 아마야-다사를 "출생에 의한 노예"로 번역했으며, 킬라-다사는 "구매한 노예"로, 아마타-다사는 "아마타 (산스크리트어: 암리타, 불멸의 넥타르) 또는 열반 (산스크리트어: 니르바나)을 보는 자"로 번역했다.
브힘라오 암베드카르 박사에 따르면, 다사족에 관해 젠드 아베스타의 아지 다하카와 어떤 관련이 있는지가 문제이다. 아지 다하카라는 이름은 두 부분으로 구성된 복합 이름이다. 아지는 뱀 또는 용을 의미하며, 다하카는 "찌르다, 해를 끼치다"를 의미하는 "다흐"라는 어근에서 유래한다.
마이클 위첼은 다사의 어원적 뿌리를 아베스타어 다하카(dahåka)와 드하(dŋha), 라틴어 다히(dahi), 그리스어 다아이(daai) 등 "적, 외국인"을 의미하는 다른 인도유럽어족 단어들과 비교한다.
아스코 파르폴라는 2015년에 다사가 고대 이란어군 및 사카어의 '다하(daha)'라는 단어와 관련이 있다고 제안했는데, '다하'는 "남자"를 의미한다. 이는 중앙아시아의 인도이란인들이 사용했던 "남자"를 뜻하는 '아리아(arya)'와 대비된다.

## 다사의 정체성

### 사람들로서
리그베다 문헌에 묘사된 아리아-다사 분쟁에 기반하여, 학자들은 다사를 남아시아와 코카서스 지역의 인구로 식별하려고 노력했다.
막스 뮐러는 다사가 아리아인들의 도래 이전에 남아시아에 살았던 원주민들을 지칭한다고 주장했다.
마이클 위첼은 1995년 인도이란어파 문헌에 대한 그의 검토에서, 베다 문헌의 다사가 북부 이란 부족을 나타내며, 이들은 베다 아리아인들의 적이었고, 다스유는 "적, 외국인"을 의미했다고 밝혔다. 그는 이 적들이 포로로 잡히면 노예가 될 수도 있었다고 언급한다.
아스코 파르폴라는 다사가 중앙아시아 사람들에게만 해당된다고 말한다. 파르폴라에 따르면, 다사를 "적대적인 민족"으로 패배시키기 위한 기도문을 포함하는 베다 문헌은 아마도 다른 언어를 사용하고 아리아인의 종교적 관행에 반대했던 소위 박트리아-마르기아나 고고학적 복합체(BMAC) 출신 사람들을 지칭할 수 있다. 파르폴라는 자신의 이론을 뒷받침하기 위해 고고학적 및 언어학적 주장을 사용한다. 인용된 증거 중에는 리그베다 초기 부분에서 인드라의 적 요새로 묘사된 원형 요새가 발견된 최근 BMAC 발굴 결과가 있다. 그는 또한 첫 음절에 vocalic ṛ가 있는 리그베다 단어들—예를 들어, ṛbīsa- “오븐” 또는 śṛgāla- “자칼”—이 알려지지 않은 BMAC 언어에서 온 차용어일 가능성이 높다는 것을 발견했다.

### 영적인 존재로서
스리 아우로빈도와 같은 저자들은 리그베다에서 다사와 같은 단어들이 상징적으로 사용되며 영적으로 해석되어야 하고, 다사가 인간을 지칭하는 것이 아니라 신비가의 영적 성취를 방해하는 악마를 지칭한다고 믿는다. 많은 다사들은 순전히 신화적이며 악마만을 지칭할 수 있다. 예를 들어, 리그베다에는 99개의 팔을 가진 우라나라는 다사(RV II.14.4)와 여섯 개의 눈과 세 개의 머리를 가진 다사가 있다.
아우로빈도는 아리아 바르나라는 단어가 나오는 RV III.34 찬가에서 인드라는 추종자들의 생각을 증진시키는 존재로 묘사된다: "이러한 생각의 빛나는 색조, sukram varnam asam,는 9절에 언급된 그 수크라 또는 스베타 아리아 색조와 분명히 동일하다. 인드라는 파니족의 반대를 넘어 이러한 생각의 '색깔'을 전진시키거나 증가시킨다. pra varnam atiracchukram; 그렇게 함으로써 그는 다스유족을 죽이고 아리아인의 '색깔'을 보호하거나 양육하고 증가시킨다, sahatvi dasyun pra aryam varnam avat."
아우로빈도(베다의 비밀)에 따르면, RV 5.14.4는 다슈의 특징을 이해하는 데 핵심이다.
아그니는 다스유, 곧 어둠을 빛으로 물리치며 빛났고, 암소, 물, 스와르를 발견했다. (번역: 아우로빈도)
아우로빈도는 이 구절이 빛과 어둠, 진실과 거짓, 신성과 비신성 사이의 투쟁을 묘사한다고 설명한다.

## 힌두교 문헌

### 리그베다
다사와 다스유 같은 관련 단어들은 리그베다에서 발견된다. 이 단어들은 맥락에 따라 다양하게 번역되어 왔다. 일부 맥락에서 이 단어들은 "혼돈, 무질서, 인간 본성의 어두운 면"을 나타내며, 다사라는 단어를 사용하는 구절들은 대부분 이를 "질서, 순수, 선함, 빛"의 개념과 대조시킨다. 다른 맥락에서는 다사라는 단어가 적을 지칭하며, 또 다른 맥락에서는 브라만교를 받아들이지 않은 사람들을 지칭한다.
1912년 A. A. 맥도넬과 A. B. 키스는 "다스유족과 아리아족의 가장 큰 차이점은 그들의 종교였다... 아리아족과 다사족, 다스유족 간의 종교적 차이가 끊임없이 언급된다는 점이 중요하다."라고 언급했다.

#### 야만인이라는 의미의 다사
리그베다 10.22.8은 다스유족을 법이 없고, 다른 관습을 따르며, 아-카르만(의식을 행하지 않는)이며, 사람을 알지 못하고 그 사람에게 대항하는 "야만인"으로 묘사한다.

अकर्मा दस्युरभि नो अमन्तुरन्यव्रतो अमानुषः ।

त्वं तस्यामित्रहन्वधर्दासस्य दम्भय ॥८॥

우리 주변에는 의식도 없고, 분별력도 없고, 비인간적이며, 이질적인 법률을 지키는 다슈가 있다.

그 적을 죽이는 자여, 이 다사가 휘두르는 무기를 좌절시키라.

– 랄프 그리피스 번역

종교 의례를 행하지 않고, 우리를 철저히 알지 못하며, 다른 관습을 따르고, 인간적인 법률을 따르지 않는 다슈,

적들을 파괴하는 자 [인드라]여, 그 다사의 무기를 좌절시키라.

– H. H. 윌슨 번역
— 리그베다 10.22.8

#### 악마라는 의미의 다사
베다 문헌에서 다사는 많은 눈과 많은 머리를 가진 초자연적인 악마적 생물을 묘사하는 데 사용되는 단어이다. 이로 인해 학자들은 베다 시대에 다사라는 단어가 악하고 초자연적이며 파괴적인 힘을 의미한다고 해석하게 되었다. 예를 들어, 리그베다 찬가 10.99.6은 다음과 같이 명시한다.

स इद्दासं तुवीरवं पतिर्दन्षळक्षं त्रिशीर्षाणं दमन्यत् ।

अस्य त्रितो न्वोजसा वृधानो विपा वराहमयोअग्रया हन् ॥६॥

주권자 인드라는 그를 공격하여 크게 소리치는, 여섯 눈을 가진, 세 머리의 다사를 압도하였다.

그의 힘으로 강해진 트리타는 쇠로 된 손가락으로 구름을 때렸다.
— 리그베다 10.99.6, H. H. 윌슨 번역

#### 하인이라는 의미의 다사
다사는 또한 베다 문헌에서 일부 맥락에서는 "하인"을 지칭하는 데 사용되며, 소수는 이를 "노예"로 번역하지만, 이 구절들은 베다 사회가 하인을 어떻게 대우하거나 학대하는지 묘사하지 않는다. R. S. 샤르마는 1958년 자신의 저서에서 리그베다에서 노예를 의미할 수 있는 유일한 단어는 다사이며, 이러한 사용 의미는 리그베다 10,600개 구절 중 4개 구절, 즉 1.92.8, 1.158.5, 10.62.10, 8.56.3에서 찾을 수 있다고 말한다. 다사라는 단어의 하인 또는 노예로의 번역은 학자마다 다르다. 예를 들어, HH 윌슨은 샤르마가 식별한 리그베다의 다사를 노예가 아닌 하인으로 번역하는데, 10.62.10 구절처럼:

उत दासा परिविषे स्मद्दिष्टी गोपरीणसा । यदुस्तुर्वश्च मामहे ॥१०॥

야두와 인드라는 상서롭게 말하며, 수많은 소를 소유하고 있었고, 그 소들을 하인처럼 주어 즐기게 하였다.
— 리그베다 10.62.10, HH 윌슨 번역

R. S. 샤르마는 베다 시대 우파니샤드에서 '다시'를 "여종"으로 번역한다.

#### 아리아-다사 분쟁
헤르만 올덴베르크는 베다 시인들에게 역사적 사건과 신화 사이에 구분이 없었다고 말한다. 그들에게 아리아인과 다사족 간의 갈등은 신과 악마의 영역으로 확장되었고, 적대적인 악마는 증오하고 경멸하는 야만인과 동일한 수준에 있었다.
브리짓 알친과 레이몬드 알친은 인도아리아인들이 사프타-신다바 또는 일곱 강 유역에 도착했을 때 그 지역의 유일한 거주자가 아니었으며, 그들과 다슈족의 만남이 전적으로 평화롭지는 않았다고 제안한다.
람 샤란 샤르마는 리그베다 사회가 주로 부족, 친족, 혈통을 기반으로 조직되었다고 말한다. 따라서 리그베다에 언급된 "아리아인" 부족들은 동일한 민족성을 가졌을 필요는 없으며, 공통된 언어와 생활 방식으로 통합되었을 수 있다. 그는 다슈와 다사가 비아리아인이 아니었다고 주장되어 왔지만, 후자의 경우에 더 사실이라고 말한다. 또한 다사족은 베다인 또는 부족을 지칭하는 용어인 비슈(viś)라는 부족으로 조직되었다고 한다. 인드라 신은 주로 인간으로 보이는 다사족의 정복자로 불린다. 다사족보다는 인드라에 의한 다스유족의 파괴에 대한 언급이 더 많다. 그는 그들을 죽임으로써 아리아인 바르나를 보호했다고 한다. 아리아인들도 서로 싸웠다. 만유 신은 아리아인과 다스유족 모두를 물리치기 위해 소환된다. 인드라는 신 없는 다스유족과 자신의 추종자들의 적인 아리아인들과 싸우도록 요청받는다(X, 88, 3 & XX, 36, 10).
아리아인과 그들의 적들 간의 싸움은 주로 요새와 벽으로 둘러싸인 정착지에서 벌어졌다. 다사족과 다슈족 모두 그들을 소유하고 있었다. 샤르마는 이것이 하라파 정착지의 요새화가 나중에 발견된 것을 떠올리게 하지만, 아리아인과 하라파인들 사이에 대규모 대결이 있었다는 명확한 고고학적 증거는 없다고 말한다. 그는 아리아인들이 정기적인 전쟁이 벌어진 그들의 부에 이끌렸던 것 같다고 덧붙인다. 리그베다의 숭배자는 제물을 바치지 않은 자들은 죽임을 당하고 그들의 재산이 나뉘어질 것으로 예상한다(I, 176, 4). 그러나 소는 소를 기르는 아리아인들에게 가장 중요했다. 예를 들어, 키카타스는 희생 제물에 유제품을 사용하지 않았기 때문에 소가 필요하지 않았다고 주장된다.
제물은 아리아인의 삶에서 중요한 부분을 차지했지만, 다스유족이나 다사족은 제물을 바치지 않았다. 리그베다 제7권의 한 구절 전체에서 다스유족에게 적용된 '아크라툰', '아슈라드단', '아야즈냔'과 같은 형용사는 그들의 비제물적 특징을 강조한다. 인드라는 그들과 제물을 바치는 아리아인들을 구별하도록 요청받는다. 샤르마는 '아닌드라'(인드라 없음)라는 단어가 다스유족, 다사족, 그리고 아리아인 반대자들을 지칭할 수 있다고 말한다. 아리아인의 관점에서 다스유족은 흑마법을 행했으며, 아타르바베다는 그들을 제물에서 쫓아내야 할 악령으로 언급한다. 아타르바베다는 신을 모독하는 다스유족이 제물로 바쳐져야 한다고 명시한다. 다스유족은 배신적이며 아리아인의 관습을 따르지 않고, 거의 인간이 아니라고 여겨진다.
토니 발렌타인은 리그베다가 아리아 침략자들과 인더스 계곡의 비아리아인들 사이의 문화적 차이를 묘사한다고 말한다. 그는 아리아인 내부의 갈등이 찬가에서 두드러지지만, 아리아인과 북인도의 원주민 사이에 문화적 대립이 그려져 있다고 언급한다. 그에 따르면, 리그베다는 파니족과 다사족과 같은 원주민 부족들을 신이 없고, 야만적이며, 신뢰할 수 없는 존재로 묘사한다. 파니족은 아리아인들로부터 소를 빼앗으려는 소 도둑이다. 그는 다사족이 야만인이며, 그들의 신 없는 사회, 더 어두운 피부색, 그리고 다른 언어는 아리아인들과 문화적으로 달랐다고 말한다. 그들은 야만인(락샤스), 불 없는 자(아나그니트라), 육식자(크라브야드)로 불린다. 반면에 아리아인들은 그들의 신 아그니와 인드라에 의해 보호받는 고귀한 사람들로 제시되었다. 그는 이 이름들이 그들을 넘어 일반적으로 야만인과 미개인을 지칭하는 데 확장되었다고 덧붙인다. 그는 다사가 노예를 의미하고 아리아가 고귀함을 의미하는 후기 산스크리트 전통에서도 이것이 계속되었다고 동의한다.
아스코 파르폴라는 다스유족을 박트리아-마르기아나 고고학적 복합체(BMAC)와 동일시하며, 다스유라는 용어가 원래 "남자, 사람, 영웅"을 의미하는 명사였던 다하(Daha)라는 단어에서 유래했으며, 고대 페르시아어 다흐유(dahyu)와 관련이 있다고 말한다. 그는 트리푸라주를 북아프가니스탄의 다슐리-3와 같은 BMAC 정착지와 동일시하는데, 이곳은 세 겹의 동심원 성벽을 가진 요새를 가지고 있었으며, 이러한 전통은 박트리아에서 아케메네스 제국 시대까지 지속되었다. 또한 그는 리그베다에서 아리아인들이 요새를 가진 아수라족에게 계속 패배했다는 초기 텍스트의 묘사가 BMAC의 요새를 마주쳤기 때문이라고 말한다. 리그베다는 또한 날카로운 무기, 말, 전차로 소떼를 방어하는 다스유족의 부와 권력을 묘사한다. 파르폴라는 이를 BMAC의 풍요와 정교하게 장식된 무기들과 동일시한다. 또한 리그베다의 다사족이 조로아스터교에서 나중에 숭배되었고, 가장 중요한 신은 아후라 마즈다에 대응하는 바루나와 미트라-바루나가 미트라-아후라에 해당한다는 진술에 근거하여, 파르폴라는 아리아인들이 일부 아수라를 신으로 받아들여 새로운 다스유족 신민들을 만족시켰으며, 기원전 1380년 미탄니 서약에 인드라와 바루나가 모두 언급된 것은 아리아인과 다사족의 융합이 전자가 남아시아로 이주하기 전에 일어났음을 보여준다고 말한다.

### 후기 베다 문헌
다사, 다스유, 아수라라는 세 단어는 리그베다, 아타르바베다의 샤우나카 판본, 아타르바베다의 파이팔라다 삼히타, 다양한 베다의 브라마나 텍스트 등 여러 베다 문헌에서 거의 동일한 구절로 번갈아 사용된다. 이러한 비교 연구는 다사와 다슈가 후기 베다 문헌에서 아수라(악마 또는 사악한 힘, 때로는 특별한 지식과 마법 능력을 가진 군주)의 동의어였을 수 있다고 학자들이 해석하게 만들었다.
샤르마는 다사라는 단어가 아이타레야와 고파타 브라마나에 나타나지만 노예의 의미는 아니라고 말한다.

### 아르타샤스트라
카우틸랴의 아르타샤스트라는 법에 관한 세 번째 책에서 다사(노예)에 대한 열세 번째 장을 할애한다. 마우리아 제국 시대(기원전 4세기)의 이 산스크리트어 문서는 여러 저자들에 의해 번역되었다. 1915년 샤마사스트리의 번역본, 1960년대 캉글레의 번역본, 그리고 1987년 란가라잔의 번역본 모두 다사를 노예로 번역한다. 그러나 캉글레는 카우틸랴가 다사에게 부여한 맥락과 권리, 즉 자유 노동자와 동일한 임금을 받을 권리와 일정 금액 지불 시 자유를 얻을 권리가 이 형태의 노예 제도를 동시대 고대 그리스의 노예 제22222도와 구별한다고 제안한다. 에드먼드 리치는 다사가 아리아 개념의 정반대라고 지적한다. 후자 용어가 연속적인 의미를 통해 진화함에 따라 다사도 그러했다. "원주민 거주자"에서 "농노", "구속된 하인", 그리고 마침내 "동산 노예"로. 그는 이러한 모든 의미를 포괄하기 위해 "비자유"라는 용어를 제안한다.
아르타샤스트라에 따르면, 니슈파티타(산스크리트어: निष्पातित, 파멸된, 파산한, 경범죄)로 유죄 판결을 받은 사람은 자신을 담보로 삼아 돈과 특권을 위해 보석금을 지불하고 다사를 고용할 의향이 있는 사람의 다사가 될 수 있었다.
아르타샤스트라에 따르면, 다사(노예)에게 특정 종류의 작업을 강요하거나, 그를 해치거나 학대하거나, 여성 다사에게 성관계를 강요하는 것은 불법이었다.
죽은 자를 나르거나 오물, 소변 또는 음식물 찌꺼기를 쓸기 위해 노예(다사)를 고용하는 것; 노예에게 나체가 되도록 강요하는 것; 그를 해치거나 학대하는 것; 또는 여성 노예의 순결을 침해하는 것은 그 또는 그녀에게 지불된 가치를 몰수하게 할 것이다. 순결 침해는 즉시 그들에게 자유를 얻게 할 것이다.— 아르타샤스트라, 샤마사스트리 번역

주인이 담보로 잡힌 여노예(다시)와 그녀의 의지에 반하여 관계(성관계)를 가질 경우 처벌을 받는다. 어떤 사람이 자신에게 담보로 잡힌 여노예에게 강간을 저지르거나 다른 사람이 강간을 저지르도록 도울 경우, 그는 구매 가치를 몰수당할 뿐만 아니라 그녀에게 일정 금액을 지불하고 정부에 그 두 배의 벌금을 내야 한다.— 아르타샤스트라, 샤마사스트리 번역

노예(다사)는 주인의 업무에 지장을 주지 않고 벌어들인 모든 것뿐만 아니라 아버지로부터 상속받은 유산도 향유할 권리가 있다.— 아르타샤스트라, 샤마사스트리 번역

## 불경
다사와 관련된 단어들은 초기 불경에서 발견되는데, 예를 들어 '다소 나 파바젯타보(dāso na pabbājetabbo)'는 다비즈와 스테드에 의해 "노예는 비구가 될 수 없다"고 번역된다. 누가 불교 승려가 될 수 있는지에 대한 이 제한은 비나야 피타캄 i.93, 디가 니까야, 맛지마 니까야, 티베트 빅슈카르마바카야 및 우파삼파자냐프티에서 발견된다.
불교 경전에서 노예 제도는 서사의 배경을 이루며, 다사(노예)는 승가 공동체에 기부된 품목 중 하나였다. "속박된 자", "진정한 노예", "진정한 속박된 자"와 같은 다양한 용어가 사용되었고, 개인은 재산으로 취급되어 승려와 수도원에 기부될 수 있었다. 다양한 율장에서 석가모니는 가내 하인과 노예를 토지, 매트, 가축, 도구, 약품과 함께 제공하고 활용하는 것을 허용한다. 때때로 노예들은 승려에게 명시적으로 금지된 행위를 수행하도록 지시받았다

## 기타 사용

### 종교적 "신봉자"의 사용
타밀어에서 '다사'는 비슈누나 크리슈나의 신봉자를 지칭하는 데 흔히 사용된다.
가우디야 비슈누파에서 신봉자들은 종종 하리 다사처럼 이름의 일부로 다사(크리슈나의 노예를 의미)를 사용한다.

### 성 또는 별명으로
다사 또는 다스는 힌두교와 시크교도들 사이에서 발견되는 성 또는 중간 이름이며, 주로 인도 북부에서 "헌신자, 신의 노예"를 의미한다. 예를 들어, 모한다스 간디의 이름인 모한다스는 모한 또는 크리슈나의 노예를 의미한다. 또한 수르다스라는 이름은 수르 또는 데바의 노예를 의미한다. 과거에는 많은 바크티 운동의 성자들이 자신의 이름에 이를 추가하여 신에 대한 완전한 헌신이나 항복을 나타냈다.

## 비교언어학
다사와 관련 용어는 여러 학자들에 의해 연구되었다. 다사와 다스유라는 용어가 산스크리트어에서 부정적인 의미를 가지는 반면, 그들의 이란어 대응어인 다하와 다흐유는 긍정적(또는 중립적) 의미를 유지했다. 이는 산스크리트어 데바("긍정적인" 용어)와 아수라("부정적인" 용어)와 유사하다. 이 용어들의 이란어 대응어(다에바와 아후라)는 반대 의미를 가진다.
아스코 파르폴라는 원래의 다사가 고대 페르시아어 다하와 관련이 있으며, 이 또한 "남자"를 의미하지만, 특히 페르시아의 특정 지역 소수 민족을 지칭한다고 말한다. 파르폴라는 다하를 아리아와 대조하며, 후자 또한 "남자"를 지칭하지만, 특히 중앙아시아에서 온 인도이란인들을 지칭했다고 말한다. 파르폴라는 "적으로서의 다사"를 물리치는 것을 돕기 위한 기도문을 포함하는 베다 텍스트가 박트리아-마르기아나 고고학적 복합체(BMAC) 문화의 지배자들과 인도이란인들 간의 전쟁을 지칭할 수 있다고 말한다. 후자는 다른 언어를 사용했으며 인도이란인의 종교적 관행에 반대했다. 파르폴라는 자신의 이론을 뒷받침하기 위해 고고학적 및 언어학적 주장을 사용하지만, 그의 이론은 논쟁의 여지가 있다.

## 같이 보기
- 데이시족
- 믈레차
- 아디바시

## 더 읽어보기
- 브라이언트, 에드윈: 베다 문화의 기원을 찾아서. 2001. 옥스퍼드 대학교 출판부. ISBN 0-19-513777-9
- J. 브롱크호르스트와 M.M. 데슈판데. 1999. 남아시아의 아리아인과 비아리아인. 앤아버: 미시간 대학교 출판부.
- 호크, 한스. 1999b, 어두운 유리 너머: 현대 "인종적" 해석 대 베다 인도아리아 사회의 아리아와 다사/다슈에 대한 텍스트 및 일반 선사시대 증거. 남아시아의 아리아인과 비아리아인.
- 이옌가르, 스리니바스. 1914. "인도의 드라비다인들이 아리아 이민자로부터 문화를 얻었는가 [원문 그대로]." 인류학 1–15.
- 맥도넬, A.A.와 키스, A.B. 1912. 베다 이름 및 주제 색인.
- 리그베다 1854–57. 리그베다 삼히타. 역. H.H. 윌슨. 런던: H.앨런 앤 코.
- 쉐텔리히, 마리아. 1990, "리그베다의 '어두운 피부' 문제(크르스나 트바크)." 비슈바 바라티 연보 3:244–249.
- 트라웃만, 토마스 R. 1997, 아리아인과 영국 인도. 버클리: 캘리포니아 대학교 출판부.
- 위첼, 마이클. 1995b, 325쪽, 각주, "리그베다 역사" 인 남아시아의 인도아리아인.